# فرد أندرسون (لاعب كرة قاعدة)
فرد أندرسون (بالإنجليزية: Fred Anderson) هو لاعب كرة قاعدة أمريكي، ولد في 11 ديسمبر 1885، وتوفي في 8 نوفمبر 1957 في وينستون-سالم في الولايات المتحدة.

## وصلات خارجية
- فرد أندرسون على موقعبيزبول رفرنس.كوم (الدوري الرئيسي) (الإنجليزية)
- فرد أندرسون على موقعبيزبول رفرنس.كوم (الدوري الثانوي) (الإنجليزية)
- فرد أندرسون على موقع جمعية أبحاث البيسبول الأمريكية (الإنجليزية)
- فرد أندرسون على موقع مشجعي الرسوم البيانية (الإنجليزية)